# Емпајер Сити (Оклахома)
Емпајер Сити (енгл. Empire City) град је у америчкој савезној држави Оклахома.

## Демографија
По попису из 2010. године број становника је 955, што је 221 (30,1%) становника више него 2000. године.
| Група             | 2000.       | 2010.       |
| Белци             | 686 (93,5%) | 823 (86,2%) |
| Афроамериканци    | 1 (0,1%)    | 10 (1,0%)   |
| Азијати           | 1 (0,1%)    | 1 (0,1%)    |
| Хиспаноамериканци | 16 (2,2%)   | 39 (4,1%)   |
| Укупно            | 734         | 955         |